# Marica Bodrožić
Marica Bodrožić (Zadvarje, Yugoslavia, 3 de agosto de 1973) es una escritora alemana de ascendencia croata.

## Biografía
Hasta los diez años, Marica Bodrožić fue criada por su abuelo en Svib, Dalmacia, cerca de Split. En 1983 se trasladó a Hessen y asistió a la escuela en Sulzbach en Taunus. A partir de entonces aprendió el alemán. En su libro autobiográfico Herederos de estrellas, estrellas colorantes, galardonado con el Premio de la Iniciativa de la Lengua Alemana, describe su relación poética y poetológica con lo que ella llama su segunda lengua materna, que también se ha convertido en el lenguaje de su literatura. Ha recibido varios premios importantes. Bodrožić también trabaja como traductora de inglés y croata. Tiene ensayos, artículos y reseñas, etc. Ha escrito con Nazim Hikmet, Anne Sexton, Robinson Jeffers, Dubravka Ugrešić, Danilo Kiš, Joseph Brodsky, Marina Zwetajewa y sobre el bilingüismo, por ejemplo, con Elias Canetti y Vladimir Nabokov. Como profesora visitante enseñó poesía alemana del siglo XX así como poesía contemporánea en el Dartmouth College en EE. UU. También imparte regularmente cursos de escritura creativa en escuelas y universidades en nombre del Instituto Goethe. Hasta ahora, sus libros se han traducido a trece idiomas.
En 2007 su primer documental, que realizó junto con la cineasta Katja Gasser, fue emitido por 3sat  “La pintura del corazón de la memoria. Un viaje por mi Croacia” (The Heart Painting of Memory. A trip through my Croatia). Escribió el guion y fue codirectora. En Fráncfort del Meno hizo un aprendizaje como librera y estudió antropología cultural, psicoanálisis y estudios eslavos. Es signataria de la declaración publicada en 2017 sobre el idioma común de croatas, serbios, bosnios y montenegrinos. Ahora, después de haber trabajado en París y Zúrich, Marica Bodrožić vive como escritora independiente en Berlín y es miembro del PEN Center Germany.
Sus primeros relatos y poemas están dedicados al agotamiento poético de la memoria y el recuerdo; La mayoría de estas obras literarias están ubicadas en el interior de Dalmacia (a veces también en Herzegovina, donde pasó parte de su primera infancia), en la que el Mediterráneo, el Karst y la crueldad del clima, de la naturaleza en general, están en la vida y el destino de la gente del Espejo. Una y otra vez hay buscadores, viajeros, personas perdidas a las que cuida y a las que lingüísticamente, erigiendo un monumento a la gente corriente, evoca, incluso canta. El propio lenguaje se convierte en el protagonista de Marica Bodrožić. Su prosa está siempre entremezclada líricamente, la poesía en lugares narrativa. En las obras más recientes, especialmente líricas de la autora, temas como el misticismo (ver también más abajo Matilde de Magdeburgo), la trascendencia, el erotismo, la feminidad y el amor ocupan un espacio más amplio que antes.
Su mayor elogio por su poesía fue dado por Walter Hinck en la FAZ, quien certificó su frescura y obstinación en la misma medida en su primer volumen de poesía: “Bueno, entonces: Marica Bodrožić es una refrescante poetisa alemana. La energía con la que esta autora es capaz de cargar la lengua alemana se hace patente en dónde viene la poética: en sus poemas. Un refrigerio así solo puede beneficiar a la poesía alemana”.  
La NZZ también le rinde homenaje cuando dice, por ejemplo: “Bodrožić diseña mundos de asociaciones densos y cautivadores, aparentemente dispares se funden en imágenes complejas en un abrir y cerrar de ojos. En unas pocas frases, Marica Bodrožić pasa de observaciones incidentales y siempre muy precisas a las profundidades de la historia, por ejemplo a las guerras de los Balcanes, o a las alturas de un encuentro erótico, abierta a la idea de palabras que le gustan. enredarse en el diálogo interno polifónico”.  
La riqueza poética de las imágenes en el lenguaje de Bodrožić es un punto culminante particular en su segundo volumen de historias, Der Windsammler (El colector de viento). Sin embargo, aquí no se priva de exagerar de vez en cuando, por lo que sus historias destilan una "sobredosis de poesía". Su novela  Das Gedächtnis der Libellen (La memoria de las libélulas) está enteramente dedicada a lo concreto, los lugares, personajes y nombres ya no se ubican en lo imaginario, sino en lo políticamente tangible. En su trilogía en prosa Das Gedächtnis der Libellen, 2010 (La memoria de las libélulas), Kirschholz und alten Emotions, 2012 (Madera de cerezo y emociones antiguas) y The Water of Our Dreams, 2016 (El agua de nuestros sueños), la autora logra diseñar un conjunto de personajes cíclicamente: la física Nadeshda, la primera persona narradora de la primera novela, de camino de Berlín a Ámsterdam para ver a Ilja, novelista judía casada, con quien tiene el hijo Ezra; Arjeta en Berlín, ex estudiante de filosofía en París, narradora en primera persona de la segunda novela cada semana, de la misma edad que la autora; Ilja, el narrador anónimo en primera persona de la tercera novela, que practica el despertar del coma durante cuatro temporadas, dirigiéndose ficticiamente a las personas que son importantes para él, como Nadeshda y Arjeta. Las metáforas de la resurrección de las novelas rusas Tolstoi Seelenreinigung (Purificación del alma) y Dostoievski Allmähliche Erneuerung eines Menschen in der Liebe (Renovación gradual de una persona enamorada) se desarrollan aún más en grandes imágenes desde estructuras médico-sismográficas hasta espacios de significado invisibles y oídos del interior (espacio del corazón). En esta solución poética y poetológica del problema filosófico cuerpo-alma, en la meditación corporal el yo se convierte en el narrador que se libera de su aprisionamiento interior, aumentando con las estaciones en gradaciones de sombras en blanco y negro ("nodos de número y tiempo", "vórtices de luz ", invierno), en explosiones de color visionarias (paisajes de colores interiores, cristales de sangre, primavera ), en escuchar el ruido pulmonar como el lenguaje de los pájaros (verano), en comunicarse como leer y escribir este viaje para uno mismo y comenzar de nuevo como un camino de la vida (en el sentido de Hannah Arendt). El hombre, habiéndose deshecho de sus archivos y datos antiguos, se pregunta: “¿Qué clase de persona he sido? ¿También un racionalista políticamente correcto? Una persona que no podía dar nada a otra persona, que tenía una explicación para todo y por tanto estaba en peligro. En peligro de extinción. La incapacidad de dar algo que no se puede tocar”. El narrador en primera persona se convierte en poeta y con él el lector se enriquece con una experiencia existencial para sí mismo y para su visión de los demás. Los ensayos del autor se pueden leer antes y después, dando lugar a esta novela, que es central en la historia de la obra.
En Stiftung Lyrik Kabinett Munich, el autor celebró un evento en la serie Conversaciones (Zwiesprachen) y seleccionó Matilde de Magdeburgo (4 de diciembre de 2017). La razón dada por el autor es: “Debido a la experiencia poéticamente registrada de esta paradoja mística ['luz que fluye'], Matilde merece ser reconocida como  una de las primeras mujeres en escribir en alemán: una filósofa del tiempo condensado”.
Citas poetológicas:

Las igniciones poéticas no solo producen poemas, sino también personas que piensan y respiran de manera diferente.

"Los pensamientos son acciones". La frase de Nietzsche se ha convertido en nuestra realidad. Solo pensamos dentro de nosotros mismos, ningún partido, ninguna organización, ninguna nación puede hacerlo por nosotros. Al mismo tiempo, tenemos que aprender a mirar primero y luego a actuar, en el sentido de Hannah Arendt.  En última instancia, quienes miran obtienen lo esencial. Nuestra lucha debe ser espiritual. Su arma es nuestra compasión, nuestra conciencia. En ninguna parte está mejor formado que en literatura.

En su justificación para la concesión del Premio de Literatura de 2020 Walter Hasenclever de la Ciudad de Aquisgrán, explicó al jurado el 27 de enero de 2020 la peculiaridad de este trabajo, en el que afirmó:

Marica Bodrožić es una autora experimentada y reconocida que se ve a sí misma en un camino espiritual y siempre como europea: "La europea es una persona con recuerdos", afirma, desde el origen hasta la llegada al futuro. El autor ubica esta perspectiva de la esperanza en una referencia a una poetisa de los 'sentidos enlazados', que al mismo tiempo incluye una 'razón poética'. Al hacerlo, se refiere a pensamientos del romanticismo y del expresionismo, en los que su llamado es '¡Ven! abiertamente, amigo!' Un reclamo e incentivo para combinar densidad y pensamiento. Con Hannah Arendt, reconoce en estas palabras de Friedrich Hölderlin la 'libertad de ir a donde quieras'. Su 'curriculum vitae' y la biografía de su obra dan fe de ello.

## Obras seleccionadas
- Die Ohren der Sprache schlafen nicht (Los oídos del lenguaje no duermen), en: Textland. Made in Germany, Vol.2: Recall - Tell - Identity, Ed. Riccarda Gleichauf, edición de septiembre de 2019 ISBN 978-3-945400-72-2
- Poetische Vernunft im Zeitalter gusseiserner Begriffe (Razón poética en la era de los conceptos de hierro fundido). Ensayos. Matthes & Seitz, Berlín 2019. ISBN 978-3-95757-727-6
- Wahrheit kann niemand verbrennen. Über die Blickrichtung der Liebe bei Mechthild von Magdeburg. (La verdad no se puede quemar. Sobre la dirección del amor en Matilde de Magdeburgo). El Wunderhorn, Heidelberg 2018. ISBN 978-3-88423-581-2
- Das Wasser unserer Träume (El agua de nuestros sueños). Novela. Luchterhand, Múnich, 2016, ISBN 978-3-630-87396-1 .[2]
- Das Auge hinter dem Auge (El ojo detrás del ojo). Consideraciones . Otto Müller Verlag, Salzburgo 2015, ISBN 978-3-7013-1235-1
- Mein weißer Frieden (Mi paz blanca). Luchterhand, Múnich 2014, ISBN 978-3-630-87394-7 .
- Kirschholz und alte Gefühle (Madera de cerezo y sentimientos añejos). Novela. Luchterhand, Munich 2012, ISBN 978-3-630-87395-4, tapa blanda btb Verlag ( 8 de septiembre de 2014), ISBN 978-3-442-74752-8 .
- Quittenstunden, Gedichte (Lecciones de quince, poemas). [Poemas en prosa], Otto Müller Verlag, Salzburgo / Viena, 2011, ISBN 978-3-7013-1181-1 .
- Das Gedächtnis der Libellen (El recuerdo de las libélulas). Novela.  Luchterhand Literaturverlag, Munich 2010, ISBN 978-3-630-87334-3, tapa blanda btb-verlag (2012) ISBN 978-3 4427-4387-2 .
- Lichtorgeln, Gedichte (Órganos de luz, poemas).  [Poemas en prosa] Otto Müller Verlag, Salzburgo / Viena 2008, ISBN 978-3-7013-1155-2
- Der Windsammler, Erzählungen, Suhrkamp Verlag, Frankfurt / Main 2007, ISBN 978-3-518-41914-4, tapa blanda btb Verlag (9. Abril de 2012) ISBN 978-3-442-743-872 .
- Sterne erben, Sterne färben. Meine Ankunft in Wörtern, Autobiografische Prosa (Heredar estrellas, estrellas colorantes. Mi llegada en palabras, Prosa autobiográfica). Suhrkamp, Frankfurt 2007, ISBN 978-3-518-12506-9, btb Verlag (12. Septiembre de 2016) ISBN 978-3-442-71381-3 .
- Ein Kolibri kam unverwandelt, Gedichte (Un colibrí vino sin cambios, poemas). Otto Müller Verlag, Salzburgo / Viena 2007, ISBN 978-3-7013-1126-2 .
- Der Spieler der inneren Stunde (El jugador de la hora interior). Suhrkamp, Frankfurt / Main 2005, ISBN 3-518-41665-0 .
- Tito ist tot (Tito está muerto). Frankfurt / Main 2002, ISBN 3-518-41308-2, tapa blanda btb-Verlag (2013) ISBN 978-3-442-74350-6

Obra literaria crítica
- Das Atemsemikolon zwischen Singen und Lauschen. So sein, wie der Zeitgeist es nicht will, und damit der Schönheit den Weg bereiten: Neue Gedichte des slowenischen Schriftstellers Ales Steger (Rezension zu Ales Steger: Über dem Himmel unter der Erde. Gedichte. Aus dem Slowenischen und mit einem Nachwort von Matthias Göritz. Edition Lyrik Kabinett im Hanser Verlag, München 2019 (El punto y coma de la respiración entre cantar y escuchar. Ser como el zeitgeist y como encontrar el camino a la belleza: nuevos poemas del escritor esloveno Ales Steger. Revisión de Ales Steger: sobre el cielo debajo de la tierra . Poemas Del esloveno y con epílogo de Matthias Göritz. Edición  Gabinete de poesía en Hanser Verlag, Munich 2019, FAZ de 4 de abril de 2019). Núm. 80, pág.12.
- Ein Koffer auf Raten. Else Lasker-Schüler behielt ihre poetische Kraft im Exil – auch dank der Hilfe zweier Schweizer: Gedichtbuch für Hugo May. Rezension zur Faksimile-Edition von Andreas Kilcher und Karl Jürgen Skrodzki, Göttingen: Wallstein Verlag 2019. (Una maleta a plazos. Else Lasker-Schüler conservó su poder poético en el exilio, también gracias a la ayuda de dos suizos: Libro de poesía para Hugo May. Revisión de la edición facsímil de Andreas Kilcher y Karl Jürgen Skrodzki, Göttingen: Wallstein Verlag 2019), FAZ de 2 de mayo de 2019, núm.101, pág.10.
- Das Gedächtnis gehört den Verletzlichen (La memoria pertenece a los vulnerables). Una novela de 1962, publicada por primera vez en alemán en 2019: Salmo 44 de Danilo Kis. Traducido del serbocroata por Katharina Wolf-Grieshaber, Munich: Hanser 2019. Es maravilloso que el editor haya llamado así a este idioma original, FAZ de 12 de octubre de 2019, No. 237, p.10. Con la importante cita de Hannah Arendt: “Wir können etwas beginnen, weil wir Anfänge und Anfänger sind. zur Rückkehr europäischer Juden”. (Podemos comenzar algo porque somos comienzos y principiantes. Sobre el regreso de los judíos europeos).
- Geboren, um zu sprechen. Das Deutsche ist die Sprache meiner größeren Denkfreiheit, ein Ort, an dem mein Geist seinen Anker ausgeworfen hat. (Nacido para hablar. El alemán es el idioma de mi mayor libertad de pensamiento, un lugar donde mi mente ha echado su ancla). FAZ desde 26 de febrero de 2018, núm. 48, pág.12.
- Die Brücke zum Gestern ist gesprengt. Die Toten reden mit und trotzen der Zeit: Pia Tafdrups Gedichte beschreiben die Demenz ihres Vaters als Verlusttabelle der Erinnerung (El puente al ayer se ha volado. Los muertos tienen voz y voto y desafían el tiempo: los poemas de Pia Tafdrup describen la demencia de su padre como una tabla de pérdida de la memoria). Reseña de Pia Tafdrup: Tarkowskis Pferde (Los caballos de Tarkowski). Poemas Del danés y con un comentario de Peter Urban-Halle, Stiftung Lyrik Kabinett, Munich 2017, FAZ de 2 de enero de 2018, núm.21, pág.10.
- Reseña de Ha Jin, Der ausgewanderte Autor. Über die Suche nach der eigenen Sprache (La autora emigrada. Sobre la búsqueda de su propio idioma). Arche Verlag 2014.
- Die Träne verschläft ihre Sehnsucht zu fließen (La lágrima duerme su anhelo de fluir). Acerca de Nelly Sachs.[3][4]
- 11,9. - 911. Bilder des neuen Jahrhunderts (Imágenes del nuevo siglo), junto con Dagmar Leupold y Kerstin Hensel, en: Göttinger Sudelblätter (editado por Heinz Ludwig Arnold), ISBN 978-3-89244-621-7 (2002).
- Ein Brief an Europa. Mitgefühl als Waffe. Europa muss für Menschlichkeit einstehen und seine Grenzen weiten. Die Poesie kann dabei helfen (Una carta a Europa. La compasión como arma. Europa debe defender a la humanidad y ampliar sus fronteras. La poesía puede ayudar). Ccon motivo del debate europeo sobre la concesión del Premio de Literatura de la Unión Europea durante la Feria del Libro de Frankfurt)
- Eine mitteleuropäische Frau. In der Tradition der istrischen Grenzkultur erlebt Marisa Madieri die Existenz als Kontinuität (Una mujer centroeuropea. En la tradición de la cultura fronteriza de Istria, Marisa Madieri experimenta la existencia como una continuidad), en: Frankfurter Rundschau de 26 de enero de 2005.[5]

Apariciones en los medios
- In unnütz toller Wut. Wie Gefühle Politik und Alltag beherrschen (En una rabia loca inútil. Cómo los sentimientos gobiernan la política y la vida cotidiana). [6]
- Das Herz schreibt noch immer Radiogramm (El corazón sigue escribiendo radiogramas), leyendo en NDR Kultur el sábado 4 de abril. Enero de 2020.[7]
- Ich will in das Grenzenlose in mir zurück. Else Lasker-Schüler und der Aufbruch in der Literatur um 1900.  (Quiero volver a lo ilimitado que hay en mí. Else Lasker-Schüler y el despertar de la literatura hacia 1900). Trabajo en progreso para el festival de literatura y músicawege en la  NDR  2019 ,[8] ver  Das erste Mal. Ein Aufbruch ist ein Umbruch im Geiste (La primera vez. Una partida es un cambio de espíritu), en la serie NDR Kultur, sábado 15 de julio de 2019, de 8.30 a.m. a 9.00 a.m. ("En este nuevo texto vuelve a jugar con los matices del lenguaje: el lamento, las Peticiones, anhelos y sueños, siempre profundamente arraigados en las propias vivencias de la tierra ").
- Der Europäer ist ein Mensch mit Erinnerungen, in: Stimmen für Europa (El europeo es una persona con recuerdos), en: Voices for Europe, emitido por Deutschlandfunk Kultur el 22 de mayo de 2019.[9]
- Wir brauchen mehr Träumer! Gedanken zu Trump (¡Necesitamos más soñadores! Reflexiones sobre Trump), episodio 7 en NDR Kultur 22 de marzo de 2017.[10]
- Das Tanzen Primzahlen am Aurajoki (Bailando números primos en el Aurajoki), blog del Goethe-Institut del 4 de octubre de 2016.[11]

## Traducciones selecciondas
- E morto Tito (Tito está muerto). Traducción italiana del libro Tito is dead. Traducido del alemán por Guisi Drago, publicado por Zandonai Editore, Rovereto, 2010.
- Tito is dead (Tito está muerto). Traducción al inglés de los cuentos Tito is dead (Tito está muerto) de Mary K. Bryant, en: Dies, Dancing to the music. Los textos exofónicos de Marica Bodroz̆ić en traducción. Tesis de maestría. Universidad de Iowa, IA / EE. UU., 2009.
- Tisina, Rastanak. Traducción croata de Der Spieler der inneren Stunde (El jugador de la hora interior), novela. Traducido del alemán por Latica Bilopavlovic, publicado por Fraktura, Zagreb, 2008.
- Tito je mrtav (Tito está muerto). La traducción croata del libro Tito is dead. Traducido del alemán por Latica Bilopavlovic, publicado por Fraktura, Zagreb, 2004.
- Tito est mort (Tito está muerto). La traducción al francés del libro Tito is dead. Del alemán de Colette Kowalski, publicado por Éditions de l'Olivier, París.[12]

## Becas / Premios
- 2001: Beca Hermann Lenz (concedida por Peter Hamm, Michael Krüger y Peter Handke).
- 2002: Premio a un artista emergente de Heimito von Doderer Premio de Literatura de Tito is dead.
- 2003: Premio al patrocinio del Premio Adelbert von Chamisso.
- 2004: Beca para viajeros transfronterizos de la Fundación Robert Bosch para Der Windsammler (El colector de viento).
- 2004: Secretario municipal de Burdeos.
- 2005: Premio Adalbert Stifter.
- 2006: Beca anual del Fondo de Literatura Alemana.
- 2007: Premio de Promoción de la Literatura del Premio de Arte de Berlín de la Academia de las Artes (Berlín).
- 2007: Beca Künstlerhaus Edenkoben.
- 2008: Premio a la Iniciativa de Lengua Alemana (con el discurso de aceptación Cada idioma tiene su propia mente).[13]
- 2008: Secretario municipal de Novosibirsk.
- 2009: Premio de Ciencias Bruno Heck, premio especial para artistas jóvenes destacados.
- 2011: Premio de Literatura de Liechtenstein en la categoría de poesía.
- 2011: Profesor invitado en Dartmouth College, EE. UU.
- 2013: Premio LiteraTour Nord (elogio de Meike Fessmann Flirrende Fäden ).[14]
- 2013: Premio de Literatura Kranichstein.
- 2013: Premio de Literatura de la Unión Europea por la madera de cerezo y los sentimientos antiguos.
- 2014: cátedra de poética en la Universidad de Ciencias Aplicadas Rhein-Waal, Wiesbaden (El ojo detrás del ojo).
- 2014: Escritor residente en Bruselas.
- 2015: Premio de Literatura de la Konrad-Adenauer-Stiftung (alabanza de Rüdiger Görner, ver p.o. ).[15][16]
- 2016: Secretario de la ciudad de Turku, Finlandia.
- 2017: Premio de la Profesora de Poética Ricarda Huch de Género en el Mundo Literario de la Ciudad de Braunschweig.
- Semestre de invierno 2017/2018 profesor invitado en el Instituto de Literatura Alemana de Leipzig.
- 2020: Premio de Literatura Walter Hasenclever.[17]

## Literatura
- Behre, Maria y Trutnau, Miriam y el grupo de premios literarios del Einhard-Gymnasium: Sternstunden mit Marica Bodrožić (Grandes momentos con Marica Bodrožić). Acceso a la obra, editorial librería Dr. Wolff, Aquisgrán 2020, ISBN 978-3-922697-38-1.
- Domínguez, Leopoldo:  Das Heimatlose erzählen. Raumdarstellung und Inszenierung des Erinnerns im Prosawerk von Marica Bodrožić   (Contar a los sin techo. Representación espacial y puesta en escena del recuerdo en la obra en prosa de Marica Bodrožić  ). En: Blanco-Hölscher, Margarita / Jurcic, Christina (ed.):  Narrationen in Bewegung. Deutschsprachige Literatur und Migration. (Narraciones en movimiento. Literatura y migración en lengua alemana). Bielefeld: Aisthesis 2019, págs. 53-70.
- Rădulescu, Raluca:  Die Fremde als Ort der Begegnung. Untersuchungen zu deutschsprachigen südosteuropäischen Autoren mit Migrationshintergrund. (El extranjero como lugar de encuentro. Estudios sobre autores del sudeste europeo de habla alemana con antecedentes migratorios). Constanza: Hartung-Gorre 2013.
- Rădulescu, Raluca:  Waar ben ik? (¿Dónde estoy?) Marica Bodrožić. Novela. Das Muttermal (La marca de nacimiento) (trad. Del alemán Hannelore Roth). En: Colofon Schrifturen II. Ed. Jan Ceuppens, Arne de Winde, Iannis Goerlandt. Gent: Grafische Cel, Luca Publishing 2014, págs. 75–77.
- Rădulescu, Raluca:  Hybride Identitäten zwischen Wortlandschaften. Marica Bodrožićs Prosaband Sterne erben, Sterne färben (Identidades híbridas entre paisajes de palabras. El volumen en prosa de Marica Bodrožić hereda estrellas, estrellas coloreadas). En: GERMANICA, Lille / Francia, 51/2012, págs. 63-74.; en: Tamás Lichtmann, Karl Katschthaler (ed. ): Interkulturalität und Kognition (Interculturalidad y cognición). Peter Lang, Fráncfort del Meno, 2013, págs. 87–96; en: La littérature interculturelle de langue allemande: un vent nouveau venu de l'Est et du Sud-Est de l'Europe / textes réunis par Bernard Bach . - Villeneuve d'Ascq: (Literatura intercultural en lengua alemana: un nuevo viento desde el este y el sudeste de Europa / textos recopilados por Bernard Bach) Universidad Charles-de-Gaulle - Lille 3. -, (2012), págs. 63-74.[18]
- Braun, Michael y Susanna Schmidt (eds.): Premio de Literatura de la Fundación Konrad Adenauer 2015: Marica Bodrožić . Sankt Augustin / Berlín 2015, ISBN 978-3-95721-173-6 ; una entrevista con Michael Braun en Weimar el 30. Mayo de 2015 bajo el título Work on Freedom (Trabajar en libertad), págs. 65–87.
- Wichard, Norbert: Invitado - Entre Dalmacia y Alemania. La novela de Marica  Bodrožić Der Spieler der inneren Stunde (El jugador de la hora interior), en: Hospitalidad y hostilidad en la aldea global multilingüe, editada por Kathleen Thorpe, Anette Horn, Alida Poeti, Veronique Tadjo, Tercera Conferencia Internacional del Departamento de Lenguas y Literaturas Modernas, Universidad de Witwatersrand, Johannesburgo, Sudáfrica: 12-15 de septiembre de 2011, Sun Media Metro 2014, p.263-272.
- Nowicz, Iga: Ich verstand, dass ich [...] in jeder Sprache dieser Welt eine Stimme hatte"- Stimme, Körper und Sprache bei Marica  Bodrožić (Comprendí que [...] tenía voz en todos los idiomas del mundo " - voz, cuerpo y lenguaje con Marica  Bodrožić), En: Diana Hitzke, Mariam Finkelstein (ed. ):  Slavische Literaturen der Gegenwart als Weltliteratur - Hybride Konstellationen (Literaturas eslavas contemporáneas como literatura mundial: constelaciones híbridas), Innsbruck: innsbruck university press 2018, págs. 215-236 (pdf) .
- Förster, Kristina: Foreign or Familiar? Melinda Abonji's and Marica Bodrozic's Multilingual Literature.  (¿Extranjero o familiar? Literatura multilingüe de Melinda Abonji y Marica  Bodrožić ). En:  German Life and Letters (Vida y cartas alemanas) 68/2 (2015), págs. 228–244.
- Kazmierczak, Madlen: Nation als Identitätskarte? Zur literarischen Auseinandersetzung mit 'Nation' und 'Geschichte' bei Marica  Bodrožić  und Melinda Nadj Abonji (¿Nación como documento de identidad? Sobre el examen literario de 'nación' e 'historia' en Marica  Bodrožić  y Melinda Nadj Abonji), en: Germanica 2 (2013), p.21-33.
- Winkler, Dagmar:  Marica  Bodrožić  schreibt an die ‘Herzmitte der gelben aller Farben (Marica Bodrožić  escribe sobre el “centro del corazón del amarillo de todos los colores”). En: Michaela Bürger-Koftis (ed. ):  Eine Sprache, viele Horizonte. Die Osterweiterung der Deutschsprachigen Literatur. Porträts einer neuen Europäischen Generatio (Un idioma, muchos horizontes. La expansión hacia el este de la literatura en lengua alemana. Retratos de una nueva generación europea), Viena 2008, pág.107-119.
- Winkler, Dagmar: Pluridimensionale Kreativität und Interpretation von Text und Sprache (Creatividad pluridimensional e interpretación de textos y lenguajes). En: TRANS. Internet Journal for Cultural Studies, núm. 17, de enero de 2010.[19]